# Ostasio da Polenta

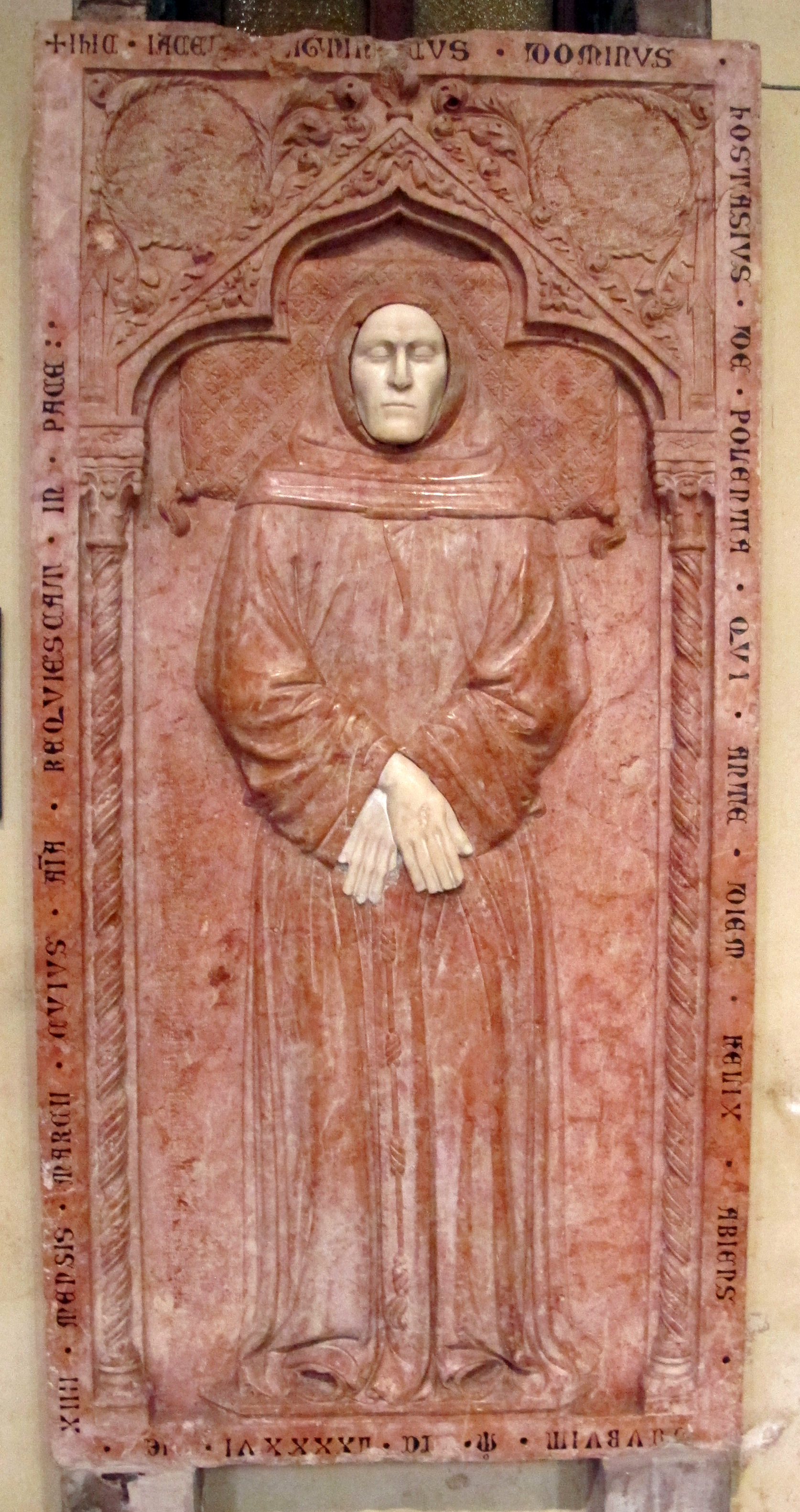
Lápida de Ostasio da Polenta en mármol rosa de Verona, en la iglesia de San Francesco en Ravenna

Ostasio da Polenta fue un noble italiano, miembro de la familia de los da Polenta, podestà de Rávena entre 1322 y 1347. 
Se hizo con el poder asesinando en 1322 a su primo, el arzobispo Rinaldo da Polenta. El hermano de Rinaldo, Guido Novello da Polenta, trató de recuperar la ciudad, pero fue derrotado por Ostasio y se vio obligado a exiliarse. Destacado mecenas, acogió en su corte de Rávena a Giovanni Boccaccio en 1345-1346. Fue asesinado por su propio hijo, Bernardino, en 1347.